# 詹姆斯·惠特莫尔
小詹姆斯·艾伦·惠特莫尔（James Allen Whitmore Jr.；1921年10月1日—2009年1月19日）是一位美国演员，曾获得金球奖、格莱美奖、黄金时段艾美奖、戏剧世界奖和托尼奖各一项，以及两项奥斯卡奖提名。

## 生平
他出生于纽约州白原市，是弗洛伦斯·贝尔（Florence Belle；née Crane）和公务员詹姆斯·艾伦·惠特莫尔（James Allen Whitmore Sr.）之子。他曾就读于纽约州斯奈德的阿默斯特中央高中（Amherst Central High School），之后作为橄榄球运动员获得奖学金转学到康涅狄格州沃灵福德的乔特罗斯玛丽。毕业后他进入耶鲁大学，但在严重膝伤放弃橄榄球，进入耶鲁戏剧社（Yale Dramatic Society），开始从事表演。在耶鲁期间，他还是骷髅会成员、耶鲁广播电台（后更名为WYBC-AM）的创始人之一 。
他本打算成为一名律师，在大学时所作的也是政府相关研究。二战爆发后，他于1942年在完成学位的同时加入美国海军陆战队预备役。期间他曾在弗吉尼亚州帕里斯岛、匡提科以及候补军官学校（Officers Candidate School）接受培训，获少尉军衔，1944年7月被分配到塞班岛的第4海军陆战师，在天宁岛罹患阿米巴症。病愈出院后，他在巴拿马运河区担任警卫，直到1946年3月退役。之后，他在百老汇出道。

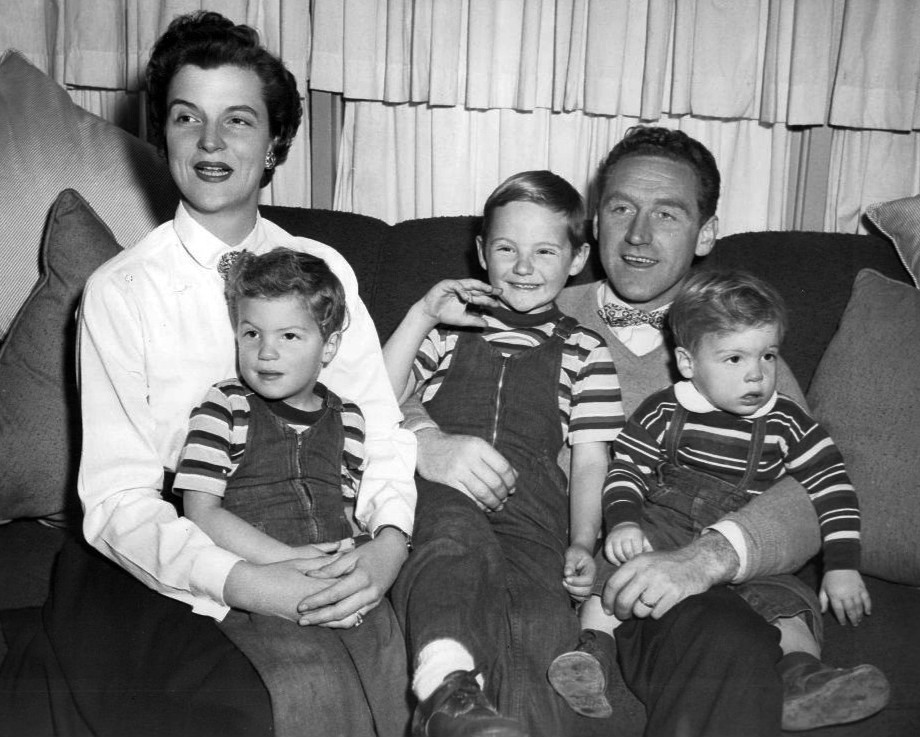
1954 年，南希·米加特、惠特莫尔和他们的儿子（左起）：斯蒂芬、詹姆斯和丹尼

二战后，惠特莫尔曾在纽约演员工作室学习，并遇到他的第一任妻子南希·米加特（Nancy Mygatt）。他们于1947年结婚，1971年离婚前育有三子。长子小詹姆斯·惠特莫尔也成为了演员。1979年两人复婚，但旋即在两年后再次离婚。
惠特莫尔1972年到1979年间与女演员奥德拉·林德利结婚。结婚期间和结婚后二人共同出演了几场舞台剧。2001年，他与女演员兼作家诺琳·纳什结婚。
他在2008年11月确诊肺癌，2009年2月6日因肺癌在马里布的家中去世。